# كارلوس إيزكيرا
كارلوس إيزكيرا (بالإسبانية: Carlos Ezquerra)‏ هو فنان قصص مصورة إسباني، ولد في 12 نوفمبر 1947 في إبديس في إسبانيا، وتوفي في 1 أكتوبر 2018 بسبب سرطان.

## وصلات خارجية
- الموقع الرسمي
- كارلوس إيزكيرا على موقع IMDb (الإنجليزية)
- كارلوس إيزكيرا على موقع قاعدة بيانات الفيلم (الإنجليزية)